# Руснак Дмитро Григорович
Дмитро́ Григо́рович Русна́к (30 вересня 1993, м. Чернівці — 9 лютого 2015) — український військовик, солдат Збройних сил України, учасник російсько-української війни.

## Життєпис
Мама Дмитра померла, батько мав іншу родину. Змалку вихований у родині тітки Ірини. Закінчив Чернівецький спортивно-військовий ліцей, 2012 року пішов на строкову армійську службу.
З початком війни продовжив службу за контрактом, танкіст 24-ї окремої механізованої бригади. На передовій був із самого початку бойових дій. У липні зазнав поранення — в його танк влучили три снаряди, Дмитро витягав поранених побратимів і зазнав травми голови.
Загинув 9 лютого 2015 року близько 20-ї години під час артилерійського обстрілу 34-го блокпоста поблизу села Світличне Нижненської селищної ради.
Лишились батько, тітка, сестра Руснак Катерина Григорівна (нар. 07.09.1995) та двоюрідний брат Ярослав.
Похований у місті Чернівці, Центральне кладовище, Алея Слави.

## Нагороди та вшанування
За особисту мужність і героїзм, виявлені у захисті державного суверенітету та територіальної цілісності України, вірність військовій присязі під час російсько-української війни, відзначений — нагороджений
- Указом Президента України № 270/2015 від 15 травня 2015 року — орденом «За мужність» III ступеня (посмертно)[1]
- нагороджений медаллю «На славу Чернівців» (посмертно)
- 14 грудня 2016 року у військово-спортивному ліцеї Чернівців відкрили меморіальні дошки двом героям — Анастасії Горбачовій та Дмитру Руснаку.